# Victoria af Storbritannien
 Der er flere personer med dette navn, se Victoria af Storbritannien (flertydig).
 "Dronning Victoria" omdirigeres hertil. For andre dronninger med samme navn, se Dronning Victoria (flertydig).
Victoria (Alexandrina Victoria, født 24. maj 1819, død 22. januar 1901) var dronning af Det Forenede Kongerige Storbritannien og Irland fra 20. juni 1837 og den første kejserinde af Indien fra 1. maj 1876 og frem til sin død. Hendes regeringstid som dronning varede 63 år, 7 måneder og 2 dage, og dermed længere end nogen anden britisk monarks, indtil hun blev overhalet af sit tipoldebarn Elizabeth 2. i september 2015. Hun var også den hidtil længst regerende kvindelige monark i verdenshistorien. Hun var den sidste britiske monark fra Huset Hannover; hendes søn Kong Edward 7. tilhørte Huset Sachsen-Coburg-Gotha.
Hele Victorias regeringstid kaldes den victorianske æra og var præget af industrielle, politiske, videnskabelige og militære fremskridt i Det Forenede Kongerige. Hendes regeringstid var også kendetegnet af en stor udvidelse af det britiske imperium; i løbet af perioden nåede det sit højdepunkt og blev den tids største globale stormagt. Da hun besteg tronen, var Det Forenede Kongerige allerede et etableret konstitutionelt monarki: Selv om monarken dermed havde ringe politisk indflydelse og udøvede den efter premierministerens råd, forsøgte hun privat at påvirke regeringens politik og udnævnelsen af ministre. I offentligheden var hun et vigtigt symbol for sin tid, og hendes person blev identificeret med strenge standarder for den personlige moral.
Victoria, som stort set var af tysk afstamning, var datter af Prins Edvard Augustus, hertug af Kent og Strathearn, og prinsesse Victoria af Sachsen-Coburg-Saalfeld. Hun var barnebarn af George 3. og niece til sin forgænger Vilhelm 4. Victoria var gift med Prins Albert af Sachsen-Coburg og Gotha, med hvem hun fik ni børn. Hun arrangerede ægteskaber for sine børn og 42 børnebørn over hele kontinentet. Det bandt Europa sammen og gav hende øgenavnet "Europas bedstemor". Dronning Victoria er desuden oldemor til Danmarks tidligere dronning Dronning Ingrid, og dermed tipoldemor til Danmarks nuværende dronning Dronning Margrethe.

## Fødsel og familiebaggrund
Victorias far var den britiske prins Edvard, Hertug af Kent, der var den fjerde søn af kong Georg 3. af Storbritannien. Kort før Victorias fødsel var den britiske kongefamilie udsat for en tragedie, da prinsesse Charlotte af Wales døde i barselsengen med en dødfødt prins i 1817. Prinsesse Charlotte var den eneste datter af tronfølgeren og prinsregenten, den senere kong Georg 4. af Storbritannien. Og da Charlotte tillige havde været det eneste legitime barnebarn af kong Georg 3., var der efter hendes død ingen britiske arvinger til den britiske trone, bortset fra kong Georg 3.'s sønner, der alle var midaldrende mænd uden legitime børn.
Det britiske monarki stod derved overfor en tronfølgekrise, og der blev lagt pres på Georg 3.'s ugifte sønner for, at de skulle gifte sig og få børn for at sikre en arving til tronen. Den 50-årige Prins Edvard giftede sig således for sit vedkommende i 1818 med den tyske prinsesse Victoria af Sachsen-Coburg-Saalfeld, der var enke med to børn fra sit første ægteskab med fyrst Emich Carl af Leiningen, og hvis broder prins Leopold af Sachsen-Coburg-Saalfeld i øvrigt var prinsesse Charlottes enkemand. Året efter fik parret deres eneste barn, datteren Victoria, der blev født den 24. maj 1819 på Kensington Palace i London.
Victoria blev døbt med navnene Alexandrina Victoria den 24. juni 1819 i Kuppelsalen i Kensington Palace af ærkebiskoppen af Canterbury, Charles Manners-Sutton. Hun fik navnet Alexandrina efter en af sine faddere, tsar Alexander 1. af Rusland, og Victoria, efter sin mor. Yderligere navne der blev foreslået af hendes forældre (Georgina (eller Georgiana), Charlotte og Augusta) blev droppet efter ordre fra hertugen af Kents ældste bror prinsregenten.

## Tronfølger
Da Victoria blev født, var hun nummer fem i arvefølgen efter Kong Georg 3.'s fire sønner: Prinsregenten (den senere Kong Georg 4.), Hertugen af York, Hertugen af Clarence (den senere Kong Vilhelm 4.), og hendes far, Hertugen af Kent. Hendes far døde allerede året efter hendes fødsel, kort før kong Georg 3.'s egen død. Det betød, at hun i 1820 var rykket op til at være nummer tre i arvefølgen. Da ingen af hendes ældre farbrødre havde overlevende børn, stod det efterhånden klart, at hun ville arve tronen, og ved sin onkel kong Georg 4.'s død i 1830 blev hun den første til at arve tronen efter sin onkel kong Vilhelm 4. The Regency Act 1830 fastsatte særlige bestemmelser for, hvordan Victorias mor skulle fungere som regent, hvis Vilhelm døde, mens Victoria stadig var mindreårig. Kong Vilhelm havde ikke tillid til hertugindens evne til at være regent, og i 1836 erklærede han i hendes nærvær, at han ville leve indtil Victorias 18-års fødselsdag, så et regentskab kunne undgås.
Victorias status som kommende dronning havde stor indflydelse på hendes barndom, der ikke var særlig lykkelig. Victoria beskrev senere sin barndom som "temmelig melankolsk". Hun voksede på Kensington Palace, hvor hun blev holdt under strengt opsyn af sin mor, hertuginden af Kent. Hun blev opdraget stort set isoleret fra andre børn under det såkaldte "Kensington-system", et udførligt sæt af regler og protokoller udarbejdet af hertuginden og hendes ambitiøse og dominerende rådgiver, Sir John Conroy, som rygtedes at være hertugindens elsker. De styrede alt ved Victorias opvækst, der var præget af angst for, at noget skulle ske hende. Hun havde derfor meget begrænset frihed. Hun måtte f.eks. ikke gå ned ad trapper alene, og hun og moderen sov i samme soveværelse. Systemet forhindrede desuden prinsessen i at møde mennesker, som hendes mor og Conroy anså for uønskede (herunder det meste af hendes fars familie), og var designet til at gøre hende svag og afhængig af dem. Hendes mor, hertuginden af Kent, havde et anstrengt forhold til resten af den kongelige familie, fordi hun var forarget over tilstedeværelsen af kong Vilhelms illegitime børn. Victoria blev derfor holdt væk fra dem, trods deres protester, og hun var ofte ikke til stede ved det britiske hof, hvilket ellers burde være naturligt i hendes stilling som tronfølger. Hun blev undervist af privatlærere efter en regelmæssig tidsplan. Hun lærte at tale fransk, tysk, italiensk og latin, men hun talte kun engelsk derhjemme. Victoria delte soveværelse med sin mor hver aften, hun voksede op stort set isoleret fra andre børn og tilbragte sin fritid med sine dukker og sin King Charles Spaniel, Dash.

## Tronbestigelse
Den 20. juni 1837 døde Victorias farbror kong Vilhelm 4. 71 år gammel, og Victoria blev dronning af Storbritannien. Tronbestigelsen fandt sted mindre end en måned efter hendes 18 års fødselsdag, hvilket betød, at man undgik et regentskab med hendes mor og Conroy som de førende personer, hvilket ellers havde været deres planer. I stedet gjorde Victoria straks op med sin dårlige barndom under deres indflydelse. Hertuginden af Kent blev forvist til nogle værelser langt fra Victoria, og Conroy tog hurtigt derefter sin afsked.
Siden 1714 havde Storbritannien delt monark med Kongeriget Hannover i Tyskland, men da arvefølgen i Hannover fulgte den saliske lov var kvinder udelukket fra arvefølgen. Mens Victoria arvede den britiske trone, overgik Hannover til hendes fars upopulære lillebror, Ernst August, hertug af Cumberland. Han var desuden Victorias arving, indtil hun selv fik et barn.
Hendes kroning fandt sted den 28. juni 1838 i Westminster Abbey. Over 400.000 tilskuere kom til London for at overvære festlighederne. Hun bosatte sig på Buckingham Palace som den første britiske monark. Hun overtog indtægterne fra hertugdømmerne Lancaster og Cornwall samt fik en civillistegodtgørelse på £385.000 om året. Som økonomisk fornuftig sørgede hun for at betale sin fars gæld af.
I den første tid efter tronbestigelsen støttede Victoria sig til den ældre premierminister, William Lamb, kendt som lord Melbourne, der blev hendes første læremester. Han tilhørte Whig-partiet. Victoria blev efterhånden tæt knyttet til Melbourne og ville helst ikke af med ham. I 1841 tabte han dog valget og måtte træde tilbage.

## Ægteskab
Hvem dronning Victoria skulle gifte sig med, var af stor betydning, og der var flere kandidater. I hendes familie på moderens side var det derimod bestemt, at hun skulle gifte sig med sin fætter, prins Albert af Sachsen-Coburg-Gotha, der var hendes jævnaldrende.
Deres forhold blev indledt i 1837, hvor Victorias mor inviterede prins Albert og hans bror Ernest til deres palads. Victoria og Albert begyndte at skrive til hinanden og blev meget forelskede.
Victoria havde i starten visse reservationer over for Albert, men det ændrede sig, og efter at Victoria havde friet til Albert i slutningen af 1839, blev de gift i 1840. Deres ægteskab bar i starten præg af, at Victoria ikke tillod ham nogen medindflydelse eller rådgiverrolle, hverken på det politiske område eller inden for husholdningen, da hun var bange for, at han ville komme til at styre det hele. Det skabte en del spænding imellem de to, men efterhånden fik Albert lov til at udøve betydelig indflydelse. Dette gjaldt i alle aspekter af Victorias liv, og hun blev helt afhængig af ham. Efterhånden trådte alle andre rådgivere og personer i baggrunden.
I begyndelsen fortsatte Victorias guvernante fra barndommen, Louise Lehzen, med at stå for slottets husholdning. Imidlertid mente Albert, at hun var inkompetent, og efter et voldsomt skænderi mellem Victoria og Albert blev Lehzen afskediget, og det nære bånd mellem hende og Victoria blev afbrudt.

## Enkestand og isolation
I marts 1861 døde Victorias mor med Victoria ved sin side. Ved gennemlæsning af sin mors papirer opdagede Victoria, at hendes mor havde elsket hende dybt. Victoria var knust og bebrejdede Conroy og Lehzen for "ondskabsfuldt" at have fremmedgjort hende fra sin mor. For at støtte sin hustru under hendes intense og dybe sorg, påtog prins Albert sig de fleste af hendes pligter, på trods af at han selv var syg med kroniske maveproblemer.
I begyndelsen af december samme år blev prins Albert alvorligt syg. Han blev diagnosticeret med tyfus og døde den 14. december 1861. Victoria blev nu enke og var knust over dødsfaldet. Hun anlagde herefter dyb sorg og ophørte aldrig med at sørge over ham og forventede det samme af sine omgivelser. Når hun siden skulle træffe beslutninger, skete det altid efter, hvad hun forestillede sig, at Albert ville have gjort.
Kort tid efter prins Alberts død indstiftede Victoria den 10. februar 1862 familieordenen Royal Order of Victoria and Albert, der blev tildelt kvindelige medlemmer af den britiske kongefamilie og enkelte andre nærstående fyrstelige familier samt kvindelige medlemmer af hoffet. Ordenen blev normalt tildelt i tilknytning til modtagernes konfirmation.
I de første år efter sin mands død isolerede Victoria sig fuldstændig fra offentligheden. Hun kom sjældent til London og Buckingham Palace, men foretrak síne residenser på landet, især Osborne House på Isle of Wight.
En stigende republikanisme gjorde sig gældende i disse år, og Victoria var ikke særlig populær, da hun nægtede at udføre mange af sine pligter.
Dronning Victoria døde 81 år gammel den 22. januar 1901 på Osborne House på Isle of Wight. Hun ligger begravet med Prins Albert i Det Kongelige Mausoleum nær Frogmore House ved Windsor i Berkshire.

## Kuriosa
- Victorias modersmål var tysk. Hun blev fra treårsalderen også undervist i engelsk.
- I 1853 nedkom Victoria med sønnen Leopold. Hun fik kloroform som anæstesi, hvilket var udviklet af James Young Simpson seks år tidligere. I sidste halvdel af 1800-tallet blev kloroform meget udbredt som bedøvelsesmiddel (se også Victoriatiden).

## Genealogi

### Børn
| Portræt                               | Navn                                    | Født                                  | Død                                   | Gift med                                                                                                 | Børn |
| Med Albert af Sachsen-Coburg og Gotha | Med Albert af Sachsen-Coburg og Gotha   | Med Albert af Sachsen-Coburg og Gotha | Med Albert af Sachsen-Coburg og Gotha | Med Albert af Sachsen-Coburg og Gotha                                                                    | Med Albert af Sachsen-Coburg og Gotha |
| ------------------------------------- | --------------------------------------- | ------------------------------------- | ------------------------------------- | --- | --- |
|                                       | Victoria Victoria Adelaide Mary Louisa  | 21. november 1840                     | 5. august 1901                        | Gift i 1858 med kejser Frederik 3. af Tyskland                                                           | - Wilhelm 2., Tysk Kejser - Charlotte, Hertuginde af Sachsen-Meiningen - Prins Heinrich af Preussen - Prins Sigismund af Preussen - Prinsesse Viktoria af Schaumburg-Lippe - Prins Waldemar af Preussen - Sophie, Dronning af Grækenland - Prinsesse Margarethe af Hessen       |
|                                       | Edward 7. Albert Edward                 | 9. november 1841                      | 6. maj 1910                           | Konge af Storbritannien 1901–1910. Gift i 1863 med prinsesse Alexandra af Danmark                        | - Prins Albert Victor, Hertug af Clarence og Avondale - Georg 5., Konge af Storbritannien og Irland - Prinsesse Louise, Hertuginde af Fife - Prinsesse Victoria af Storbritannien - Maud, Dronning af Norge - Prins John af Storbritannien                                      |
|                                       | Alice Alice Maud Mary                   | 25. april 1843                        | 14. december 1878                     | Gift i 1862 med storhertug Ludvig 4. af Hessen og ved Rhinen                                             | - Prinsesse Viktoria af Battenberg - Storfyrstinde Elisabeth af Rusland - Prinsesse Irene af Preussen - Ernst Ludwig, Storhertug af Hessen og ved Rhinen - Prins Friedrich af Hessen og ved Rhinen - Alexandra, Kejserinde af Rusland - Prinsesse Marie af Hessen og ved Rhinen |
|                                       | Alfred Alfred Ernest Albert             | 6. august 1844                        | 31. juli 1900                         | Hertug af Sachsen-Coburg og Gotha 1893–1900. Gift i 1874 med storfyrstinde Maria Alexandrovna af Rusland | - Alfred, Arveprins af Sachsen-Coburg-Gotha - Marie, Dronning af Rumænien - Storfyrstinde Viktoria Fjodorovna af Rusland - Alexandra, Fyrstinde af Hohenlohe-Langenburg - Infantinde Beatrice af Spanien, Hertuginde af Galliera                                                |
|                                       | Helena Helena Augusta Victoria          | 25. maj 1846                          | 9. juni 1923                          | Gift i 1866 med prins Christian af Slesvig-Holsten-Sønderborg-Augustenborg                               | - Prins Christian Victor - Prins Albert - Prinsesse Helena Victoria - Prinsesse Marie Louise - Prins Frederik Harald |
|                                       | Louise Louisa Caroline Alberta          | 18. marts 1848                        | 3. december 1939                      | Gift i 1878 med John Campbell, 9. hertug af Argyll                                                       | |
|                                       | Arthur Arthur William Patrick Albert    | 1. maj 1850                           | 16. januar 1942                       | Hertug af Connaught. Gift i 1879 med prinsesse Louise Margarete af Preussen                              | - Margareta, Kronprinsesse af Sverige - Prins Arthur af Connaught - Prinsesse Patricia, Lady Ramsay |
|                                       | Leopold Leopold George Duncan Albert    | 7. april 1853                         | 28. marts 1884                        | Hertug af Albany. Gift i 1882 med prinsesse Helena af Waldeck og Pyrmont                                 | - Prinsesse Alice, grevinde af Athlone - Carl Eduard, Hertug af Sachsen-Coburg og Gotha |
|                                       | Beatrice Beatrice Mary Victoria Feodore | 14. april 1857                        | 26. oktober 1944                      | Gift i 1885 med prins Henrik Moritz af Battenberg                                                        | - Alexander Mountbatten, 1. markis af Carisbrooke - Dronning Victoria Eugenie af Spanien - Leopold Mountbatten - Maurice af Battenberg |

### Anetavle
- Dronning Victorias anetavle.

## Eksterne links
- Victoria på Det britiske kongehus' officielle hjemmeside (engelsk)
- Victoria på Slægten Welfs hjemmeside (tysk)

| VictoriaHuset HannoverSidelinje af Huset WelfFødt: 24. maj 1819 Død: 22. januar 1901 |                                                          |                          |
| Titler som regent                                                                    |                                                          |                          |
| Foregående: Vilhelm 4.                                                               | Regerende dronning af Storbritannien og Irland 1837–1901 | Efterfølgende: Edvard 7. |